# Kuźnica Dąbrowska
Kuźnica Dąbrowska – wieś w Polsce położona w województwie opolskim, w powiecie namysłowskim, w gminie Świerczów.